# Rodrigo Xavier Carreras Jiménez
Rodrigo Xavier Carreras Jiménez (* 1947 in San José (Costa Rica)) ist ein costa-ricanischer Diplomat.

## Leben
Rodrigo Xavier Carreras Jiménez ist der Sohn von Daisy Jiménez und Benjamín Núñez Vargas. 
Er heiratete Marta Eugenia Mora Rojas, ihre Kinder sind Isadora und Gustavo.
Er schloss ein Studium der Politikwissenschaft an der Universidad de Costa Rica ab und absolvierte einen Masterstudiengang an der University of California, Berkeley. 
Am 10. September 1972 trat er in den auswärtigen Dienst und hatte bis 1976 Exequatur als Generalkonsul in San Francisco.
Von 1982 bis 1984 war er Botschafter in Brasília.
Von 1994 bis 1998 war er Staatssekretär im Außenministerium.
Von 15. Oktober 1998 bis 2001 war er Botschafter in Jerusalem und war ab 21. Januar 2000 mit Sitz in Jerusalem auch in Ankara akkreditiert. 1999 traf Carreras in Ramallah Ahmed Soboh, den Leiter der Entwicklungszusammenarbeit der Palästinensische Autonomiebehörde und Ibrahim al-Zeben, den Leiter der Abteilung Lateinamerika der Palästinensische Autonomiebehörde. Im September 1999 traf Jassir Arafat den Präsidenten von Costa Rica, Miguel Ángel Rodríguez, in New York. Ahmed Soboh bekundete 1999 das Fortbestehen des Interesses an der Finanzierung von Stipendien für Palästinenser an Universitäten in Costa Rica. 2000 bereitete die Botschaft in Jerusalem und Mitarbeiter der Universität Bethlehem ein erweiterbares Forschungsprojekt über die Erfahrungen Costa Ricas als Staat ohne Armee und dessen Potential für Palästina vor. Die Hebräische Universität Jerusalem kooperierte bei diesem Forschungsprojekt. Rodrigo Xavier Carreras Jiménez hielt Vorträge zu diesem Thema an der Universität Bethlehem und im Gazastreifen. 
Von 2001 bis 2003 leitete er die Institutos del Servicio Exterior MMP (Fortbildungseinrichtung des Außenministeriums von Costa Rica). Von 2003 bis 1. Juni 2006 war er Botschafter in Managua. Seit August 2006 ist er Botschafter in Tel Aviv.